# Ingenieurinformatik
Der Studiengang Ingenieurinformatik (englisch engineering informatics, computer systems in engineering oder computer engineering) verbindet interdisziplinär die Ingenieurwissenschaften wie Elektrotechnik, Bauingenieurwesen, Maschinenbau, Verfahrenstechnik, Systemtechnik mit der Informatik.

## Hintergrund
Ingenieurinformatik wurde erstmals im Wintersemester 1984/85 an der Universität Dortmund mit Betriebswirtschaftslehre als weiteres obligatorisches Nebenfach angeboten. Bis 1996 gab es diesen neuartigen Studiengang nur zweimal in Deutschland.
Manchmal wird auch die Bezeichnung Technische Informatik verwendet, wobei sich diese mit hardwaretechnischen Grundlagen von Rechen- und Kommunikationssystemen und nicht mit deren Anwendung beschäftigt. Manchmal wird die Ingenieurinformatik mit Computational Engineering gleichgesetzt. Das Computational Engineering beschäftigt sich aber vorwiegend mit Computersimulationen.
Die Studenten dieser Fachrichtung verfügen über ein breit gefächertes Wissen in Bereichen der Ingenieurwissenschaften sowie der Informatik. Sie sind eine „Schnittstelle“ zwischen Informatikern und Ingenieuren und schließen somit die Lücke zwischen dem Ingenieurwesen und den wachsenden Anforderungen in der Informationstechnologie.

## Studium
Im Grundstudium werden zu einem großen Teil mathematische und physikalische Grundlagen sowie die Grundlagen der Elektrotechnik bzw. des Maschinenbaus und der Informatik vermittelt. Zusätzlich werden Grundlagenfächer aus den Bereichen Nachrichtentechnik, Messtechnik, Regelungstechnik, Informatik, Mathematik usw. angeboten, die auf das Hauptstudium vorbereiten sollen. Das Angebot dazu variiert sehr stark und hängt von der betreffenden Universität ab. So werden an Universitäten im Grundstudium z. T. Vorlesungen angeboten, die an Fachhochschulen erst im Hauptstudium stattfinden bzw. die an Fachhochschulen Vertiefungsschwerpunkte darstellen (z. B. Numerische Mathematik, Signal- & Systemtheorie, Datenbanken etc.). Auch unterscheiden sich die angebotenen Grundlagen-, Kern- und Nebenfächer stark von Universität zu Universität: Mancherorts wird beispielsweise die Elektrotechnik in den Vordergrund gestellt, an anderen Orten entsprechend andere ingenieurwissenschaftliche Disziplinen.
Die Ansiedelung der Ingenieurinformatik im Interdisziplinären bietet dem Studierenden im Hauptstudium meist mehr Vertiefungsschwerpunkte als in anderen Studiengängen. Möglich sind beispielsweise:
- Telekommunikations- und Messtechnik
- System- und Automatisierungstechnik
- Medizinische Informatik
- Bauinformatik
- Maschinenbauinformatik
- Numerische Simulation
- Multimediale Informations- und Kommunikationssysteme
- Integrierte Hard- und Softwaresysteme
- Informatikkomponenten für Intelligente Systeme/Kognitive technische Systeme (Neuroinformatik)
- IT in der Produktentwicklung und Produktionstechnik
- Mechatronik
- Softwaretechnik

## Berufliche Tätigkeitsfelder
Ebenso wie die Vertiefungsschwerpunkte sind die Berufsperspektiven der Absolventen des Studienganges Ingenieurinformatik äußerst vielseitig und einem ständigen Wechsel und einer andauernden Anpassung an neueste Entwicklungen unterworfen.
Mögliche Tätigkeitsfelder sind:
- Bauingenieurwesen
- Chemietechnik
- Elektrotechnik
- Maschinenbau
- Industrielle Steuerungstechnik
- Computer-integrated manufacturing
- Kraftfahrzeugtechnik
- Luft- und Raumfahrttechnik
- Mobile Robotik
- Medizintechnik
- Navigationstechnik
- Kommunikationstechnik
- Messtechnik
- Eingebettete Rechnerapplikationen
- Heimelektronik
- Komplexe Systeme in Technik und Umwelt
- Medieninformatik
- Numerische Mathematik
- Forschung und Lehre
- Optoelektronik